# Domgermain
Domgermain és un municipi francès situat al departament de Meurthe i Mosel·la i a la regió del Gran Est. L'any 2007 tenia 1.255 habitants.

## Demografia

### Població
El 2007 la població de fet de Domgermain era de 1.255 persones. Hi havia 449 famílies, de les quals 75 eren unipersonals (24 homes vivint sols i 51 dones vivint soles), 146 parelles sense fills, 216 parelles amb fills i 12 famílies monoparentals amb fills.
La població ha evolucionat segons el següent gràfic:
Habitants censats

### Habitatges
El 2007 hi havia 473 habitatges, 450 eren l'habitatge principal de la família, 7 eren segones residències i 15 estaven desocupats. 451 eren cases i 22 eren apartaments. Dels 450 habitatges principals, 406 estaven ocupats pels seus propietaris, 41 estaven llogats i ocupats pels llogaters i 3 estaven cedits a títol gratuït; 1 tenia una cambra, 9 en tenien dues, 48 en tenien tres, 114 en tenien quatre i 278 en tenien cinc o més. 356 habitatges disposaven pel capbaix d'una plaça de pàrquing. A 162 habitatges hi havia un automòbil i a 258 n'hi havia dos o més.

### Piràmide de població
La piràmide de població per edats i sexe el 2009 era:
| Homes | Edats   | Dones |
| ----- | ------- | ----- |
| 0     | 95 o +  | 0     |
| 0     | 90 a 94 | 4     |
| 8     | 85 a 89 | 0     |
| 12    | 80 a 84 | 8     |
| 8     | 75 a 79 | 8     |
| 16    | 70 a 74 | 16    |
| 24    | 65 a 69 | 32    |
| 16    | 60 a 64 | 12    |
| 32    | 55 a 59 | 24    |
| 32    | 50 a 54 | 36    |
| 40    | 45 a 49 | 52    |
| 52    | 40 a 44 | 52    |
| 44    | 35 a 39 | 32    |
| 48    | 30 a 34 | 40    |
| 20    | 25 a 29 | 28    |
| 20    | 20 a 24 | 20    |
| 56    | 15 a 19 | 40    |
| 32    | 10 a 14 | 44    |
| 44    | 5 a 9   | 40    |
| 40    | 0 a 4   | 20    |

## Economia
El 2007 la població en edat de treballar era de 832 persones, 602 eren actives i 230 eren inactives. De les 602 persones actives 569 estaven ocupades (311 homes i 258 dones) i 35 estaven aturades (19 homes i 16 dones). De les 230 persones inactives 76 estaven jubilades, 68 estaven estudiant i 86 estaven classificades com a «altres inactius».

### Ingressos
El 2009 a Domgermain hi havia 464 unitats fiscals que integraven 1.301 persones, la mediana anual d'ingressos fiscals per persona era de 18.323 €.

### Activitats econòmiques
Dels 26 establiments que hi havia el 2007, 1 era d'una empresa alimentària, 2 d'empreses de fabricació d'altres productes industrials, 4 d'empreses de construcció, 8 d'empreses de comerç i reparació d'automòbils, 1 d'una empresa de transport, 5 d'empreses de serveis, 4 d'entitats de l'administració pública i 1 d'una empresa classificada com a «altres activitats de serveis».
Dels 6 establiments de servei als particulars que hi havia el 2009, 1 era un taller de reparació d'automòbils i de material agrícola, 1 paleta, 1 fusteria, 1 lampisteria, 1 electricista i 1 perruqueria.
Dels 3 establiments comercials que hi havia el 2009, 1 era una botiga de més de 120 m², 1 una botiga de menys de 120 m² i 1 una joieria.
L'any 2000 a Domgermain hi havia 6 explotacions agrícoles.

## Equipaments sanitaris i escolars
El 2009 hi havia una escola elemental.

## Poblacions més properes
El següent diagrama mostra les poblacions més properes.